# Ibad Huseynov
Ibad Movsum oglu Huseynov (en azerí: İbad Mövsüm oğlu Hüseynov), líder militar azerbaiyano. Fue el comandante de un destacamento de sabotaje y reconocimiento durante la primera guerra del Alto Karabaj. Huseynov es el héroe nacional de Azerbaiyán.

## Vida
Ibad Huseynov nació el 18 de octubre de 1970 en el pueblo de Muğanlı en la raión de Martuni de la RSS Azerbaiyán.
Huseynov sirvió en el ejército soviético. Se trasladó a Azerbaiyán después de enterarse de las masacres de azerbaiyanos en Bakú por las tropas soviéticas en 1990. Huseynov participó en la primera guerra del Alto Karabaj. Huseynov comandó un destacamento de sabotaje y reconocimiento de 14 personas.
Según el propio Huseynov, en junio de 1993, en la aldea de Muğanlı, mató al comandante armenio, exmiembro de la organización paramilitar ASALA, Monte Melkonian. También dijo que había decapitado a Melkonyan. Al mismo tiempo, según el hermano de Melkonyan, Markar, de muchas fuentes armenias y azerbaiyanas, Monte Melkonyan murió en la aldea de Mərzili, y las circunstancias de su muerte, según cuenta Huseynov, son falsificaciones.